# Humboldt Falls
Die Humboldt Falls (vormals High Falls) sind ein Wasserfall im Fiordland-Nationalpark auf der Südinsel Neuseelands. An der Ostwand des Hollyfort Valley stürzt er aus den Humboldt Mountains über 275 Höhenmeter und drei Fallstufen in den Hollyford River/Whakatipu Kā Tuka.
Seinen heutigen Namen trägt der Wasserfall seit 1961. Benannt ist er nach dem gleichnamigen Gebirge. Dessen Namensgeber wiederum ist der deutsche Forschungsreisende Alexander von Humboldt (1769–1859).
Der Wasserfall ist über den Humboldt Falls Track erreichbar. Dabei handelt es sich um einen 1,2 km langen Retourwanderweg, bei dem man die Humboldt Falls nach etwa 30 Minuten Fußmarsch von einer Aussichtsplattform beobachten kann.